# Giovanni Battista Piccolomini
Giovanni Battista Piccolomini  (* um 1575 in Siena; † 14. Juni 1637) war ein römisch-katholischer Bischof. 
1600 empfing er die Priesterweihe. Papst Urban VIII. ernannte zum Titularbischof von Salamis und Weihbischof in Sabina. Scipione Caffarelli Borghese, Kardinalbischof von Sabina, weihte ihn am 24. Februar 1630 zum Bischof. Als dieser war er der erste einer langen Reihe von Weihbischöfen im Suburbikarischen Bistum Sabina. Da ihre Kardinalbischöfe normalerweise mit Ämtern an der Kurie beauftragt waren, hatten die Weihbischöfe einen Großteil der bischöflichen Aufgaben zu übernehmen. 
Am 20. Juni 1633 ernannte Papst Urban VII. ihn zum Bischof von Chiusi.